# 重松健太郎 (スキージャンプ)
重松　健太郎（しげまつ　けんたろう、1979年1月3日 - ）は北海道出身の元スキージャンプ選手。吉岡和也や山田いずみと同学年。
札幌市立新陵中学校－札幌日大高校－日本大学－東京美装。2001年ユニバーシアード代表。2006/2007シーズン終了後現役引退。

## 日本国内での主な競技成績
- 2001.01.15(月) 第74回全日本学生スキー選手権大会 一部優勝
- 2005.01.10(月) 第47回HBCカップジャンプ競技会 優勝
- 2005.03.05(土) 第76回宮様スキー大会国際競技会（ノーマルヒル） 成年の部優勝
- 2005.03.10(木) 第17回国際蔵王ジャンプ大会NHK杯 兼コンチネンタルカップ 優勝
- 2005.03.18(金）第29回伊藤杯 宮の森ナイタージャンプ大会 優勝